# Liste des médaillés olympiques français en gymnastique artistique
- Cet article est partiellement ou en totalité issu de l'article intitulé « Gymnastique en France » (voir la liste des auteurs).

La liste complète des médaillés olympiques français en gymnastique artistique.
Seules sont indiquées les éditions durant lesquelles les gymnastes français ont obtenu au moins une médaille.

## Épreuves olympiques actuelles
Tableau mis à jour après les Jeux olympiques de Rio en 2016
| Lieux (Année)      | Épreuve | Épreuve                                 | Épreuve                           | Épreuve                           | Épreuve                           | Épreuve                           | Épreuve                           | Épreuve                           |
| Lieux (Année)      | Concours par équipe | Concours individuel                     | Sol                               | Cheval d'arçon                    | Anneaux                           | Saut                              | Barres parallèles                 | Barre fixe                        |
| ------------------ | --- | --------------------------------------- | --------------------------------- | --------------------------------- | --------------------------------- | --------------------------------- | --------------------------------- | --------------------------------- |
| Paris (1900)       | | Gustave Sandras Noël Bas Lucien Démanet | non inclus au programme olympique | non inclus au programme olympique | non inclus au programme olympique | non inclus au programme olympique | non inclus au programme olympique | non inclus au programme olympique |
| Londres (1908)     | | Louis Segura                            | non inclus au programme olympique | non inclus au programme olympique | non inclus au programme olympique | non inclus au programme olympique | non inclus au programme olympique | non inclus au programme olympique |
| Stockholm (1912)   | | Louis Segura                            | non inclus au programme olympique | non inclus au programme olympique | non inclus au programme olympique | non inclus au programme olympique | non inclus au programme olympique | non inclus au programme olympique |
| Anvers (1920)      | Georges Berger Émile Boitelle Emile Bouchès René Boulanger Alfred Buyenne Eugène Cordonnier Léon Delsarte Lucien Démanet Paul Durin Victor Duvant Fernand Fauconnier Arthur Hermann Albert Hersoy André Higelin Auguste Hoël Louis Kempe Georges Lagouge Paulin Lemaire Ernest Lespinasse Jules Pirard Eugène Pollet Georges Thurnherr Marco Torrès François Walker Julien Wartelle Paul Wartelle | Marco Torrès Jean Gounot                | non inclus au programme olympique | non inclus au programme olympique | non inclus au programme olympique | non inclus au programme olympique | non inclus au programme olympique | non inclus au programme olympique |
| Paris (1924)       | Eugène Cordonnier Léon Delsarte François Gangloff Jean Gounot Arthur Hermann André Higelin Joseph Huber Albert Séguin |                                         |                                   |                                   |                                   |                                   |                                   | André Higelin                     |
| Montréal (1976)    | |                                         |                                   |                                   |                                   |                                   |                                   | Henry Boerio                      |
| Los Angeles (1984) | |                                         | Philippe Vatuone                  |                                   |                                   |                                   |                                   |                                   |
| Sydney (2000)      | |                                         |                                   | Éric Poujade                      |                                   |                                   |                                   | Benjamin Varonian                 |
| Pékin (2008)       | | Benoît Caranobe                         |                                   |                                   |                                   | Thomas Bouhail                    |                                   |                                   |
| Londres (2012)     | |                                         |                                   |                                   |                                   |                                   | Hamilton Sabot                    |                                   |

## Anciennes épreuves olympiques
De 1896 à 1932, il existait en gymnastique artistique masculine aux Jeux olympiques, des épreuves qui ne sont désormais plus au programme olympique. 
Les gymnastes français ont obtenu au total 4 médailles dans deux de ces anciennes épreuves. Toutes lors des Jeux de Paris en 1924. A la corde lisse, Albert Seguin obtient une médaille d'argent. Au saut de cheval en largeur, le podium est intégralement français ; Albert Seguin en or, François Gangloff et Jean Gounot  ex æquo en argent.